# Natation sportive aux championnats du monde de natation 2011
Navigation
Rome 2009 Barcelone 2013
40 épreuves de natation sportive sont disputées dans le cadre des Championnats du monde de natation 2011 organisés à Shanghai (Chine). Elles se déroulent du 24 juillet au 31 juillet 2011 au cœur du complexe du Centre de sport Oriental de Shanghai.
Si Michael Phelps a décroché un 25e titre mondial à Shanghai, Ryan Lochte remporta cinq titres mondiaux (200 m dos, 200 m brasse, 200 m 4 nages, 400 m 4 nages et 4 × 200 m nage libre) et battit son record du monde du 200 m 4 nages en 1 min 54 s 00. Autre record du monde à tomber, celui de Grant Hackett sur 1 500 m, le plus ancien record chez les hommes (2001), qui a été battu par Sun Yang en 14 min 34 s 14. Chez les femmes, l'Italienne Federica Pellegrini confirme sa suprématie sur le 200 m et 400 m nage libre tout comme l'Américaine Rebecca Soni sur les épreuves de brasse. Par ailleurs, évènement rare, deux épreuves ont connu des champions ex æquo ; il s'agit du 100 m nage libre dames et du 100 m dos messieurs.
Avec dix médailles (six à Melbourne en 2007 et à Rome en 2009), l'équipe de France a largement dépassé à Shanghai son record de médailles en Mondiaux et confirme à cet égard son récent record européen de 2010 avec 21 médailles glanées. Comme en 2007 et 2009, les États-Unis terminent à la première place du tableau des médailles, bien aidés par leurs titres en relais, alors que la Russie et surtout l'Allemagne ont dégringolé. Enfin, le Brésil confirme son ascension, bien aidée par César Cielo, doublement titré.

## Nage libre

### 50 m nage libre
| Rang | Pays              | Nageur           | Temps   |  |
| ---- | ----------------- | ---------------- | ------- |  |
| 1    | Brésil            | César Cielo      | 21 s 52 |  |
| 2    | Italie            | Luca Dotto       | 21 s 90 |  |
| 3    | France            | Alain Bernard    | 21 s 92 |  |
| 4    | États-Unis        | Nathan Adrian    | 21 s 93 |  |
| 5    | Brésil            | Bruno Fratus     | 21 s 96 |  |
| 6    | Hongrie           | Krisztián Takács | 21 s 99 |  |
| 7    | Trinité-et-Tobago | George Bovell    | 22 s 04 |  |
| 8    | Afrique du Sud    | Gideon Louw      | 22 s 11 |  |

| Rang | Pays        | Nageuse                    | Temps   |  |
| ---- | ----------- | -------------------------- | ------- |  |
| 1    | Suède       | Therese Alshammar          | 24 s 14 |  |
| 2    | Pays-Bas    | Ranomi Kromowidjojo        | 24 s 27 |  |
| 3    | Pays-Bas    | Marleen Veldhuis           | 24 s 49 |  |
| 4    | Royaume-Uni | Francesca Halsall          | 24 s 60 |  |
| 5    | Biélorussie | Aliaksandra Herasimenia    | 24 s 65 |  |
| 6    | Danemark    | Jeanette Ottesen           | 24 s 67 |  |
| 7    | Bahamas     | Arianna Vanderpool-Wallace | 24 s 79 |  |
| 8    | États-Unis  | Jessica Hardy              | 24 s 87 |  |

### 100 m nage libre
| Rang | Pays       | Nageur                | Temps   |  |
| ---- | ---------- | --------------------- | ------- |  |
| 1    | Australie  | James Magnussen       | 47 s 63 |  |
| 2    | Canada     | Brent Hayden          | 47 s 95 |  |
| 3    | France     | William Meynard       | 48 s 00 |  |
| 4    | Brésil     | César Cielo           | 48 s 01 |  |
| 5    | France     | Fabien Gilot          | 48 s 13 |  |
| 6    | États-Unis | Nathan Adrian         | 48 s 23 |  |
| 7    | Italie     | Luca Dotto            | 48 s 24 |  |
| 8    | Pays-Bas   | Sebastiaan Verschuren | 48 s 27 |  |

| Rang | Pays                 | Nageuse                                  | Temps   |  |
| ---- | -------------------- | ---------------------------------------- | ------- |  |
| 1    | Danemark Biélorussie | Jeanette Ottesen Aliaksandra Herasimenia | 53 s 45 |  |
| 3    | Pays-Bas             | Ranomi Kromowidjojo                      | 53 s 66 |  |
| 4    | Royaume-Uni Pays-Bas | Francesca Halsall Femke Heemskerk        | 53 s 72 |  |
| 6    | Australie            | Alicia Coutts                            | 53 s 81 |  |
| 7    | États-Unis           | Dana Vollmer                             | 54 s 19 |  |
| 8    | États-Unis           | Natalie Coughlin                         | 54 s 22 |  |

### 200 m nage libre
| Rang | Pays         | Nageur           | Temps         |    |
| ---- | ------------ | ---------------- | ------------- | -- |
| 1    | États-Unis   | Ryan Lochte      | 1 min 44 s 44 |    |
| 2    | États-Unis   | Michael Phelps   | 1 min 44 s 79 |    |
| 3    | Allemagne    | Paul Biedermann  | 1 min 44 s 88 |    |
| 4    | Corée du Sud | Park Tae-hwan    | 1 min 44 s 92 |    |
| 5    | France       | Yannick Agnel    | 1 min 44 s 99 | RN |
| 6    | Russie       | Nikita Lobintsev | 1 min 46 s 57 |    |
| 7    | Suisse       | Dominik Meichtry | 1 min 47 s 02 |    |
| 8    | Russie       | Danila Izotov    | 1 min 47 s 46 |    |

| Rang | Pays       | Nageuse             | Temps         |  |
| ---- | ---------- | ------------------- | ------------- |  |
| 1    | Italie     | Federica Pellegrini | 1 min 55 s 58 |  |
| 2    | Australie  | Kylie Palmer        | 1 min 56 s 04 |  |
| 3    | France     | Camille Muffat      | 1 min 56 s 10 |  |
| 4    | Suède      | Sarah Sjöström      | 1 min 56 s 41 |  |
| 5    | Australie  | Bronte Barratt      | 1 min 56 s 60 |  |
| 6    | États-Unis | Allison Schmitt     | 1 min 56 s 98 |  |
| 7    | Pays-Bas   | Femke Heemskerk     | 1 min 57 s 63 |  |
| 8    | Allemagne  | Silke Lippok        | 1 min 58 s 26 |  |

### 400 m nage libre
| Rang | Pays         | Nageur            | Temps         |  |
| ---- | ------------ | ----------------- | ------------- |  |
| 1    | Corée du Sud | Park Tae-hwan     | 3 min 42 s 04 |  |
| 2    | Chine        | Sun Yang          | 3 min 43 s 24 |  |
| 3    | Allemagne    | Paul Biedermann   | 3 min 44 s 14 |  |
| 4    | États-Unis   | Peter Vanderkaay  | 3 min 44 s 83 |  |
| 5    | Canada       | Ryan Cochrane     | 3 min 45 s 17 |  |
| 6    | France       | Yannick Agnel     | 3 min 45 s 24 |  |
| 7    | Tunisie      | Oussama Mellouli  | 3 min 45 s 31 |  |
| 8    | France       | Sébastien Rouault | 3 min 47 s 66 |  |

| Rang | Pays             | Nageuse              | Temps        |  |
| ---- | ---------------- | -------------------- | ------------ |  |
| 1    | Italie           | Federica Pellegrini  | 4 min 1 s 97 |  |
| 2    | Royaume-Uni      | Rebecca Adlington    | 4 min 4 s 01 |  |
| 3    | France           | Camille Muffat       | 4 min 4 s 06 |  |
| 4    | Australie        | Kylie Palmer         | 4 min 4 s 62 |  |
| 5    | Danemark         | Lotte Friis          | 4 min 4 s 68 |  |
| 6    | Nouvelle-Zélande | Lauren Boyle         | 4 min 6 s 11 |  |
| 7    | États-Unis       | Katie Hoff           | 4 min 8 s 22 |  |
| 8    | Espagne          | Melania Costa Schmid | 4 min 9 s 66 |  |

### 800 m nage libre
| Rang | Pays       | Nageur            | Temps         |  |
| ---- | ---------- | ----------------- | ------------- |  |
| 1    | Chine      | Sun Yang          | 7 min 38 s 57 |  |
| 2    | Canada     | Ryan Cochrane     | 7 min 41 s 86 |  |
| 3    | Hongrie    | Gergő Kis         | 7 min 44 s 94 |  |
| 4    | Tunisie    | Oussama Mellouli  | 7 min 45 s 99 |  |
| 5    | Îles Féroé | Pál Joensen       | 7 min 46 s 51 |  |
| 6    | États-Unis | Chad La Tourette  | 7 min 46 s 52 |  |
| 7    | États-Unis | Peter Vanderkaay  | 7 min 46 s 64 |  |
| 8    | France     | Sébastien Rouault | 7 min 55 s 91 |  |

| Rang | Pays             | Nageuse           | Temps         |  |
| ---- | ---------------- | ----------------- | ------------- |  |
| 1    | Royaume-Uni      | Rebecca Adlington | 8 min 17 s 51 |  |
| 2    | Danemark         | Lotte Friis       | 8 min 18 s 20 |  |
| 3    | États-Unis       | Kate Ziegler      | 8 min 23 s 36 |  |
| 4    | États-Unis       | Chloe Sutton      | 8 min 24 s 05 |  |
| 5    | Hongrie          | Kapas Boglarka    | 8 min 24 s 79 |  |
| 6    | Australie        | Katie Goldman     | 8 min 29 s 20 |  |
| 7    | Afrique du Sud   | Wendy Trott       | 8 min 30 s 45 |  |
| 8    | Nouvelle-Zélande | Lauren Boyle      | 8 min 32 s 72 |  |

### 1500 m nage libre
| Rang | Pays       | Nageur           | Temps          |        |
| ---- | ---------- | ---------------- | -------------- | ------ |
| 1    | Chine      | Sun Yang         | 14 min 34 s 14 | RM, RC |
| 2    | Canada     | Ryan Cochrane    | 14 min 44 s 46 |        |
| 3    | Hongrie    | Gergő Kis        | 14 min 45 s 46 |        |
| 4    | Îles Féroé | Pál Joensen      | 14 min 46 s 33 |        |
| 5    | États-Unis | Chad La Tourette | 14 min 52 s 36 |        |
| 6    | États-Unis | Peter Vanderkaay | 15 min 0 s 47  |        |
| 7    | Italie     | Samuel Pizzetti  | 15 min 15 s 81 |        |
| 8    | Japon      | Yohsuke Miyamoto | 15 min 20 s 67 |        |

| Rang | Pays           | Nageuse          | Temps          |  |
| ---- | -------------- | ---------------- | -------------- |  |
| 1    | Danemark       | Lotte Friis      | 15 min 49 s 59 |  |
| 2    | États-Unis     | Kate Ziegler     | 15 min 55 s 60 |  |
| 3    | Chine          | Xuanxu Li        | 15 min 58 s 02 |  |
| 4    | Chili          | Kristel Kobrich  | 16 min 5 s 11  |  |
| 5    | Australie      | Melissa Gorman   | 16 min 5 s 98  |  |
| 6    | Afrique du Sud | Wendy Trott      | 16 min 6 s 02  |  |
| 7    | Espagne        | Erika Villaécija | 16 min 9 s 71  |  |
| 8    | Chine          | Yiwen Shao       | 16 min 12 s 01 |  |

## Papillon

### 50 m papillon
| Rang | Pays      | Nageur             | Temps   |  |
| ---- | --------- | ------------------ | ------- |  |
| 1    | Brésil    | César Cielo        | 23 s 10 |  |
| 2    | Australie | Matthew Targett    | 23 s 28 |  |
| 3    | Australie | Geoff Huegill      | 23 s 35 |  |
| 4    | France    | Frédérick Bousquet | 23 s 38 |  |
| 5    | France    | Florent Manaudou   | 23 s 49 |  |
| 6    | Allemagne | Steffen Deibler    | 23 s 55 |  |
| 7    | Kenya     | Jason Dunford      | 23 s 60 |  |
| 8    | Ukraine   | Andriy Hovorov     | 23 s 64 |  |

| Rang | Pays        | Nageuse                | Temps   |  |
| ---- | ----------- | ---------------------- | ------- |  |
| 1    | Pays-Bas    | Inge Dekker            | 25 s 71 |  |
| 2    | Suède       | Therese Alshammar      | 25 s 76 |  |
| 3    | France      | Mélanie Henique        | 25 s 86 |  |
| 4    | Chine Suède | Lu Ying Sarah Sjöström | 25 s 87 |  |
| 6    | Japon       | Yuka Kato              | 26 s 02 |  |
| 7    | États-Unis  | Dana Vollmer           | 26 s 06 |  |
| 8    | Australie   | Marieke Guehrer        | 26 s 21 |  |

### 100 m papillon
| Rang | Pays       | Nageur             | Temps   |  |
| ---- | ---------- | ------------------ | ------- |  |
| 1    | États-Unis | Michael Phelps     | 50 s 71 |  |
| 2    | Pologne    | Konrad Czerniak    | 51 s 15 |  |
| 3    | États-Unis | Tyler McGill       | 51 s 26 |  |
| 4    | Kenya      | Jason Dunford      | 51 s 59 |  |
| 5    | Japon      | Takuro Fujii       | 51 s 75 |  |
| 6    | Russie     | Evgeny Korotyshkin | 51 s 86 |  |
| 7    | Pays-Bas   | Joeri Verlinden    | 52 s 21 |  |
| 8    | Australie  | Geoff Huegill      | 52 s 36 |  |

| Rang | Pays        | Nageuse           | Temps   |  |
| ---- | ----------- | ----------------- | ------- |  |
| 1    | États-Unis  | Dana Vollmer      | 56 s 87 |  |
| 2    | Australie   | Alicia Coutts     | 56 s 94 |  |
| 3    | Chine       | Ying Lu           | 57 s 06 |  |
| 4    | Suède       | Sarah Sjöström    | 57 s 38 |  |
| 5    | Royaume-Uni | Ellen Gandy       | 57 s 55 |  |
| 6    | Chine       | Liu Zige          | 57 s 57 |  |
| 7    | Australie   | Jessicah Schipper | 57 s 95 |  |
| 8    | Royaume-Uni | Jemma Lowe        | 57 s 96 |  |

### 200 m papillon
| Rang | Pays           | Nageur             | Temps         |  |
| ---- | -------------- | ------------------ | ------------- |  |
| 1    | États-Unis     | Michael Phelps     | 1 min 53 s 34 |  |
| 2    | Japon          | Takeshi Matsuda    | 1 min 54 s 01 |  |
| 3    | Chine          | Wu Peng            | 1 min 54 s 67 |  |
| 4    | Chine          | Chen Yin           | 1 min 55 s 00 |  |
| 5    | Afrique du Sud | Chad le Clos       | 1 min 55 s 07 |  |
| 6    | Pologne        | Paweł Korzeniowski | 1 min 55 s 39 |  |
| 7    | Autriche       | Dinko Jukic        | 1 min 55 s 48 |  |
| 8    | Hongrie        | Bence Biczo        | 1 min 55 s 53 |  |

| Rang | Pays                  | Nageuse                      | Temps        |  |
| ---- | --------------------- | ---------------------------- | ------------ |  |
| 1    | Chine                 | Jiao Liuyang                 | 2 min 5 s 55 |  |
| 2    | Royaume-Uni           | Ellen Gandy                  | 2 min 5 s 59 |  |
| 3    | Chine                 | Liu Zige                     | 2 min 5 s 90 |  |
| 4    | Japon                 | Natsumi Hoshi                | 2 min 5 s 91 |  |
| 5    | Australie             | Stephanie Rice               | 2 min 6 s 08 |  |
| 6    | Hongrie               | Zsuzsanna Jakabos            | 2 min 6 s 35 |  |
| 7    | Royaume-Uni Australie | Jemma Lowe Jessicah Schipper | 2 min 6 s 64 |  |

## Dos

### 50 m dos
| Rang | Pays              | Nageur                     | Temps   |  |
| ---- | ----------------- | -------------------------- | ------- |  |
| 1    | Royaume-Uni       | Liam Tancock               | 24 s 50 |  |
| 2    | France            | Camille Lacourt            | 24 s 57 |  |
| 3    | Afrique du Sud    | Gerhard Zandberg           | 24 s 66 |  |
| 4    | Espagne           | Aschwin Wildeboer Faber    | 24 s 82 |  |
| 5    | États-Unis        | David Plummer              | 24 s 92 |  |
| 6    | États-Unis Israël | Nicholas Thoman Guy Barnea | 25 s 01 |  |
| 8    | Suisse            | Flori Lang                 | 25 s 15 |  |

| Rang | Pays               | Nageuse                                 | Temps   |  |
| ---- | ------------------ | --------------------------------------- | ------- |  |
| 1    | Russie             | Anastasia Zueva                         | 27 s 79 |  |
| 2    | Japon              | Aya Terakawa                            | 27 s 93 |  |
| 3    | États-Unis         | Melissa Franklin                        | 28 s 01 |  |
| 4    | Chine              | Gao Chang                               | 28 s 06 |  |
| 5    | Australie          | Emily Seebohm                           | 28 s 07 |  |
| 6    | Canada Biélorussie | Julia Wilkinson Aliaksandra Herasimenia | 28 s 09 |  |
| 8    | Espagne            | Mercedes Peris Minguet                  | 28 s 42 |  |

### 100 m dos
| Rang | Pays             | Nageur                          | Temps   |  |
| ---- | ---------------- | ------------------------------- | ------- |  |
| 1    | France           | Camille Lacourt Jérémy Stravius | 52 s 76 |  |
| 3    | Japon            | Ryōsuke Irie                    | 52 s 98 |  |
| 4    | États-Unis       | Nick Thoman                     | 53 s 01 |  |
| 5    | États-Unis       | David Plummer                   | 53 s 04 |  |
| 6    | Royaume-Uni      | Liam Tancock                    | 53 s 25 |  |
| 7    | Allemagne        | Helge Meeuw                     | 53 s 28 |  |
| 8    | Nouvelle-Zélande | Gareth Kean                     | 53 s 50 |  |

| Rang | Pays        | Nageuse            | Temps        |  |
| ---- | ----------- | ------------------ | ------------ |  |
| 1    | Chine       | Jing Zhao          | 59 s 05      |  |
| 2    | Russie      | Anastasia Zueva    | 59 s 06      |  |
| 3    | États-Unis  | Natalie Coughlin   | 59 s 15      |  |
| 4    | Australie   | Emilie Seebohm     | 59 s 21      |  |
| 5    | Japon       | Aya Terakawa       | 59 s 35      |  |
| 6    | Australie   | Belinda Hocking    | 59 s 51      |  |
| 7    | Royaume-Uni | Elizabeth Simmonds | 59 s 89      |  |
| 8    | Canada      | Sinead Russell     | 1 min 0 s 20 |  |

### 200 m dos
| Rang | Pays       | Nageur              | Temps         |  |
| ---- | ---------- | ------------------- | ------------- |  |
| 1    | États-Unis | Ryan Lochte         | 1 min 52 s 96 |  |
| 2    | Japon      | Ryōsuke Irie        | 1 min 54 s 11 |  |
| 3    | États-Unis | Tyler Clary         | 1 min 54 s 69 |  |
| 4    | Chine      | Zhang Fenglin       | 1 min 56 s 39 |  |
| 5    | Pologne    | Radoslaw Kawecki    | 1 min 57 s 33 |  |
| 6    | Russie     | Stanislav Donets    | 1 min 57 s 36 |  |
| 7    | Italie     | Sebastiano Ranfagni | 1 min 57 s 49 |  |
| 8    | Japon      | Kazuki Watanabe     | 1 min 57 s 82 |  |

| Rang | Pays        | Nageuse               | Temps        |  |
| ---- | ----------- | --------------------- | ------------ |  |
| 1    | États-Unis  | Melissa Franklin      | 2 min 5 s 10 |  |
| 2    | Australie   | Belinda Hocking       | 2 min 6 s 06 |  |
| 3    | Pays-Bas    | Sharon van Rouwendaal | 2 min 7 s 78 |  |
| 4    | Ukraine     | Daryna Zevina         | 2 min 7 s 82 |  |
| 5    | États-Unis  | Elizabeth Beisel      | 2 min 8 s 16 |  |
| 6    | Australie   | Meagen Nay            | 2 min 8 s 69 |  |
| 7    | Royaume-Uni | Elizabeth Simmonds    | 2 min 8 s 76 |  |
| 8    | France      | Alexianne Castel      | 2 min 9 s 07 |  |

## Brasse

### 50 m brasse
| Rang | Pays           | Nageur                | Temps   |  |
| ---- | -------------- | --------------------- | ------- |  |
| 1    | Brésil         | Felipe França         | 27 s 01 |  |
| 2    | Italie         | Fabio Scozzoli        | 27 s 17 |  |
| 3    | Afrique du Sud | Cameron van der Burgh | 27 s 19 |  |
| 4    | Allemagne      | Hendrik Feldwehr      | 27 s 41 |  |
| 5    | Norvège        | Alexander Dale Oen    | 27 s 43 |  |
| 6    | États-Unis     | Mark Gangloff         | 27 s 58 |  |
| 6    | Pays-Bas       | Lennart Stekelenburg  | 27 s 65 |  |
| 8    | Slovénie       | Damir Dugonjic        | 28 s 00 |  |

| Rang | Pays       | Nageuse          | Temps   |  |
| ---- | ---------- | ---------------- | ------- |  |
| 1    | États-Unis | Jessica Hardy    | 30 s 19 |  |
| 2    | Russie     | Yuliya Efimova   | 30 s 49 |  |
| 3    | États-Unis | Rebecca Soni     | 30 s 58 |  |
| 4    | Australie  | Leiston Pickett  | 30 s 74 |  |
| 5    | Suède      | Jennie Johansson | 30 s 89 |  |
| 6    | Australie  | Leisel Jones     | 31 s 01 |  |
| 7    | Pays-Bas   | Moniek Nijhuis   | 31 s 33 |  |
| 8    | Suède      | Rebecca Ejdervik | 31 s 45 |  |

### 100 m brasse
| Rang | Pays           | Nageur                | Temps        |  |
| ---- | -------------- | --------------------- | ------------ |  |
| 1    | Norvège        | Alexander Dale Oen    | 58 s 71      |  |
| 2    | Italie         | Fabio Scozzoli        | 59 s 42      |  |
| 3    | Afrique du Sud | Cameron van der Burgh | 59 s 49      |  |
| 4    | Japon          | Kosuke Kitajima       | 1 min 0 s 03 |  |
| 5    | Australie      | Brenton Rickard       | 1 min 0 s 11 |  |
| 6    | Hongrie        | Daniel Gyurta         | 1 min 0 s 25 |  |
| 6    | Lituanie       | Giedrius Titenis      | 1 min 0 s 25 |  |
| 8    | États-Unis     | Mark Gangloff         | 1 min 0 s 52 |  |

| Rang | Pays       | Nageuse               | Temps        |  |
| ---- | ---------- | --------------------- | ------------ |  |
| 1    | États-Unis | Rebecca Soni          | 1 min 5 s 05 |  |
| 2    | Australie  | Leisel Jones          | 1 min 6 s 25 |  |
| 3    | Chine      | Ji Liping             | 1 min 6 s 52 |  |
| 4    | Russie     | Yuliya Efimova        | 1 min 6 s 56 |  |
| 5    | Chine      | Sun Ye                | 1 min 7 s 08 |  |
| 6    | Danemark   | Rikke Møller Pedersen | 1 min 7 s 28 |  |
| 7    | Canada     | Jillian Tyler         | 1 min 7 s 64 |  |
| 8    | Pays-Bas   | Moniek Nijhuis        | 1 min 7 s 97 |  |

### 200 m brasse
| Rang | Pays         | Nageur             | Temps         |  |
| ---- | ------------ | ------------------ | ------------- |  |
| 1    | Hongrie      | Dániel Gyurta      | 2 min 8 s 41  |  |
| 2    | Japon        | Kosuke Kitajima    | 2 min 8 s 63  |  |
| 3    | Allemagne    | Christian vom Lehn | 2 min 9 s 06  |  |
| 4    | États-Unis   | Eric Shanteau      | 2 min 9 s 28  |  |
| 5    | Royaume-Uni  | Michael Jamieson   | 2 min 10 s 67 |  |
| 6    | Lituanie     | Giedrius Titenis   | 2 min 11 s 07 |  |
| 7    | Corée du Sud | Choi Kyu Woong     | 2 min 11 s 27 |  |
| 8    | Royaume-Uni  | Andrew Willis      | 2 min 11 s 29 |  |

| Rang | Pays       | Nageuse               | Temps         |  |
| ---- | ---------- | --------------------- | ------------- |  |
| 1    | États-Unis | Rebecca Soni          | 2 min 21 s 47 |  |
| 2    | Russie     | Yuliya Efimova        | 2 min 22 s 22 |  |
| 3    | Canada     | Martha McCabe         | 2 min 24 s 81 |  |
| 4    | Chine      | Sun Ye                | 2 min 25 s 09 |  |
| 5    | Japon      | Rie Kaneto            | 2 min 25 s 36 |  |
| 6    | Serbie     | Nadja Higl            | 2 min 25 s 93 |  |
| 7    | Danemark   | Rikke Møller Pedersen | 2 min 26 s 56 |  |
| 8    | Canada     | Annamay Pierse        | 2 min 27 s 00 |  |

## 4 nages

### 200 m 4 nages
| Rang | Pays        | Nageur         | Temps         |    |
| ---- | ----------- | -------------- | ------------- | -- |
| 1    | États-Unis  | Ryan Lochte    | 1 min 54 s 00 | RM |
| 2    | États-Unis  | Michael Phelps | 1 min 54 s 16 |    |
| 3    | Hongrie     | Laszlo Cseh    | 1 min 57 s 69 |    |
| 4    | Royaume-Uni | James Goddard  | 1 min 57 s 79 |    |
| 5    | Autriche    | Markus Rogan   | 1 min 58 s 14 |    |
| 6    | Brésil      | Thiago Pereira | 1 min 59 s 00 |    |
| 7    | Australie   | Kenneth To     | 1 min 59 s 26 |    |
| 8    | Japon       | Yuya Horihata  | 1 min 59 s 52 |    |

| Rang | Pays        | Nageuse          | Temps         |  |
| ---- | ----------- | ---------------- | ------------- |  |
| 1    | Chine       | Shiwen Ye        | 2 min 8 s 90  |  |
| 2    | Australie   | Alicia Coutts    | 2 min 9 s 00  |  |
| 3    | États-Unis  | Ariana Kukors    | 2 min 9 s 12  |  |
| 4    | Australie   | Stephanie Rice   | 2 min 9 s 65  |  |
| 5    | États-Unis  | Caitlin Leverenz | 2 min 10 s 40 |  |
| 6    | Hongrie     | Katinka Hosszú   | 2 min 11 s 24 |  |
| 7    | Royaume-Uni | Hannah Miley     | 2 min 11 s 36 |  |
| 8    | Canada      | Julia Wilkinson  | 2 min 16 s 18 |  |

### 400 m 4 nages
| Rang | Pays        | Nageur             | Temps         |  |
| ---- | ----------- | ------------------ | ------------- |  |
| 1    | États-Unis  | Ryan Lochte        | 4 min 7 s 13  |  |
| 2    | États-Unis  | Tyler Clary        | 4 min 11 s 17 |  |
| 3    | Japon       | Yuya Horihata      | 4 min 11 s 98 |  |
| 4    | Chine       | Huang Chaosheng    | 4 min 13 s 62 |  |
| 5    | Grèce       | Ioánnis Drymonákos | 4 min 14 s 62 |  |
| 6    | Hongrie     | David Verraszto    | 4 min 15 s 67 |  |
| 7    | Chine       | Wang Cheng Xiang   | 4 min 15 s 89 |  |
| 8    | Royaume-Uni | Roberto Pavoni     | 4 min 19 s 85 |  |

| Rang | Pays        | Nageuse                | Temps         |  |
| ---- | ----------- | ---------------------- | ------------- |  |
| 1    | États-Unis  | Elizabeth Beisel       | 4 min 31 s 78 |  |
| 2    | Royaume-Uni | Hannah Miley           | 4 min 34 s 22 |  |
| 3    | Australie   | Stephanie Rice         | 4 min 34 s 23 |  |
| 4    | Espagne     | Mireia Belmonte García | 4 min 34 s 94 |  |
| 5    | Chine       | Ye Shiwen              | 4 min 35 s 15 |  |
| 6    | Chine       | Li Xuanxu              | 4 min 35 s 78 |  |
| 7    | Tchéquie    | Barbora Zavadova       | 4 min 38 s 04 |  |
| 8    | États-Unis  | Caitlin Leverenz       | 4 min 38 s 80 |  |

## Relais

### 4 × 100 m nage libre
| Rang | Pays                  | Nageurs                                                             | Temps         |  |
| ---- | --------------------- | ------------------------------------------------------------------- | ------------- |  |
| 1    | Australie (AUS)       | James Magnussen Matthew Targett Matthew Abood Eamon Sullivan        | 3 min 11 s 00 |  |
| 2    | France (FRA)          | Alain Bernard Jérémy Stravius William Meynard Fabien Gilot          | 3 min 11 s 14 |  |
| 3    | États-Unis (USA)      | Michael Phelps Garrett Weber-Gale Jason Lezak Nathan Adrian         | 3 min 11 s 96 |  |
| 4    | Italie (ITA)          | Luca Dotto Marco Orsi Michele Santucci Filippo Magnini              | 3 min 12 s 39 |  |
| 5    | Russie (RUS)          | Evgeny Lagunov Andrey Grechin Nikita Lobintsev Sergey Fesikov       | 3 min 12 s 99 |  |
| 6    | Afrique du Sud (RSA)  | Graeme Moore Darian Townsend Gideon Louw Leith Shankland            | 3 min 13 s 38 |  |
| 7    | Allemagne (GER)       | Markus Deibler Benjamin Starke Christoph Fildebrandt Marco Di Carli | 3 min 15 s 01 |  |
| 8    | Grande-Bretagne (GBR) | Adam Brown Liam Tancock Grant Turner Simon Burnett                  | 3 min 15 s 03 |  |

| Rang | Pays             | Nageuse                                                             | Temps         |  |
| ---- | ---------------- | ------------------------------------------------------------------- | ------------- |  |
| 1    | Pays-Bas (NED)   | Inge Dekker Ranomi Kromowidjojo Marleen Veldhuis Femke Heemskerk    | 3 min 33 s 96 |  |
| 2    | États-Unis (USA) | Natalie Coughlin Melissa Franklin Jessica Hardy Dana Vollmer        | 3 min 34 s 97 |  |
| 3    | Allemagne (GER)  | Britta Steffen Silke Lippok Lisa Vitting Daniela Schreiber          | 3 min 36 s 05 |  |
| 4    | Chine (CHN)      | Li Zhesi Wang Shijia Pang Jiaying Tang Yi                           | 3 min 36 s 36 |  |
| 5    | Australie (AUS)  | Bronte Barratt Marieke Guehrer Merindah Dingjan Alicia Coutts       | 3 min 36 s 75 |  |
| 6    | Canada (CAN)     | Victoria Poon Geneviève Saumur Chantal Vanlandeghem Julia Wilkinson | 3 min 38 s 42 |  |
| 7    | Japon (JPN)      | Ueda Haruka Matsumoto Yayoi Ito Hanae Hasegawa Natsuki              | 3 min 39 s 55 |  |
| 8    | Danemark (DEN)   | Pernille Blume Mie Nielsen Jeanette Ottesen Lotte Friis             | 3 min 39 s 74 |  |

### 4 × 200 m nage libre
| Rang | Pays              | Nageur                                                               | Temps         |    |
| ---- | ----------------- | -------------------------------------------------------------------- | ------------- | -- |
| 1    | États-Unis (USA)  | Michael Phelps Peter Vanderkaay Ricky Berens Ryan Lochte             | 7 min 2 s 67  |    |
| 2    | France (FRA)      | Yannick Agnel Grégory Mallet Jérémy Stravius Fabien Gilot            | 7 min 4 s 81  | RN |
| 3    | Chine (CHN)       | Wang Shun Zhang Lin Li Yunqi Sun Yang                                | 7 min 5 s 67  |    |
| 4    | Allemagne (GER)   | Paul Biedermann Tim Wallburger Christoph Fildebrandt Benjamin Starke | 7 min 8 s 32  |    |
| 5    | Australie (AUS)   | Thomas Fraser-Holmes Kenrick Monk Jarrod Killey Ryan Napoleon        | 7 min 8 s 48  |    |
| 6    | Royaume-Uni (GBR) | Ross Davenport David Carry Jak Scott Robert Renwick                  | 7 min 10 s 84 |    |
| 7    | Japon (JPN)       | Takeshi Matsuda Shogo Hihara Yuki Kobori Yoshihiro Okumura           | 7 min 10 s 92 |    |
| 8    | Italie (ITA)      | Gianluca Maglia Filippo Magnini Marco Belotti Samuel Pizzetti        | 7 min 12 s 26 |    |

| Rang | Pays                   | Nageuse                                                                | Temps         |  |
| ---- | ---------------------- | ---------------------------------------------------------------------- | ------------- |  |
| 1    | États-Unis (USA)       | Melissa Franklin Dagny Knutson Kathryn Hoff Allison Schmitt            | 7 min 46 s 14 |  |
| 2    | Australie (AUS)        | Bronte Barratt Blair Evans Angie Bainbridge Kylie Palmer               | 7 min 47 s 42 |  |
| 3    | Chine (CHN)            | Chen Qian Pang Jiaying Liu Jing Tang Yi                                | 7 min 47 s 66 |  |
| 4    | France (FRA)           | Camille Muffat Coralie Balmy Charlotte Bonnet Ophélie-Cyrielle Étienne | 7 min 52 s 22 |  |
| 5    | Hongrie (HUN)          | Agnes Mutina Evelyn Verraszto Katinka Hosszú Zsuzsanna Jakabos         | 7 min 52 s 39 |  |
| 6    | Royaume-Uni (GBR)      | Joanne Jackson Rebecca Turner Hannah Miley Caitlin McClatchey          | 7 min 53 s 51 |  |
| 7    | Canada (CAN)           | Barbara Jardin Julia Wilkinson Samantha Cheverton Brittany MacLean     | 7 min 53 s 62 |  |
| 8    | Nouvelle-Zélande (NZL) | Lauren Boyle Amaka Gessler Penelope May Marshall Natasha Hind          | 7 min 56 s 55 |  |

### 4 × 100 m 4 nages
| Rang | Pays        | Nageur                                                                     | Temps         |  |
| ---- | ----------- | -------------------------------------------------------------------------- | ------------- |  |
| 1    | États-Unis  | Nicholas Thoman Mark Gangloff Michael Phelps Nathan Adrian                 | 3 min 32 s 06 |  |
| 2    | Australie   | Hayden Stoeckel Brenton Rickard Geoff Huegill James Magnussen              | 3 min 32 s 26 |  |
| 3    | Allemagne   | Helge Meeuw Hendrik Feldwehr Benjamin Starke Paul Biedermann               | 3 min 32 s 60 |  |
| 4    | Japon       | Ryosuke Irie Kosuke Kitajima Takuro Jujii Shogo Hihara                     | 3 min 32 s 89 |  |
| 5    | Pays-Bas    | Nick Driebergen Lennart Stekelenburg Joeri Verlinden Sebastiaan Verschuren | 3 min 34 s 11 |  |
| 6    | Royaume-Uni | Liam Tancock Michael Jamieson Antony James Adam Brown                      | 3 min 36 s 58 |  |
| 7    | Canada      | Charles Francis Andrew Dickens Joseph Bartoch Brent Hayden                 | 3 min 36 s 80 |  |
| 8    | Pologne     | Marcin Tarczynski Dawid Szulich Paweł Korzeniowski Konrad Czerniak         | 3 min 37 s 44 |  |

| Rang | Pays        | Nageuse                                                        | Temps         |  |
| ---- | ----------- | -------------------------------------------------------------- | ------------- |  |
| 1    | États-Unis  | Natalie Coughlin Rebecca Soni Dana Vollmer Melissa Franklin    | 3 min 52 s 36 |  |
| 2    | Chine       | Zhao Jing Ji Liping Lu Ying Tang Yi                            | 3 min 55 s 61 |  |
| 3    | Australie   | Belinda Hocking Leisel Jones Alicia Coutts Merindah Dingjan    | 3 min 57 s 13 |  |
| 4    | Russie      | Anastasia Zueva Yuliya Efimova Irina Bespalova Veronika Popova | 3 min 57 s 38 |  |
| 5    | Japon       | Aya Terakawa Satomi Suzuki Yuka Kato Yayoi Matsumoto           | 3 min 57 s 84 |  |
| 6    | Royaume-Uni | Georgia Davies Stacey Tadd Ellen Gandy Francesca Halsall       | 4 min 1 s 09  |  |
| 7    | Canada      | Sinead Russell Jillian Tyler Katerine Savard Julia Wilkinson   | disq.         |  |
| 8    | Allemagne   | Jenny Mensing Sarah Poewe Sina Sutter Daniela Schreiber        | disq.         |  |

## Légende
- RM : record du monde
- RAf : record d'Afrique
- RAm : record d'Amérique
- RAs : record d'Asie
- RE : record d'Europe
- ROc : record d'Océanie
- RC : record des Championnats
- RN : record national
- disq. : disqualification

## Records du monde battus
| Date            | Discipline         | () | Nouveau détenteur | Nouveau temps  | Ancien détenteur | Ancien temps   | Année |
| --------------- | ------------------ | -- | ----------------- | -------------- | ---------------- | -------------- | ----- |
| 28 juillet 2011 | 200 m quatre nages | f  | Ryan Lochte       | 1 min 54 s 00  | Ryan Lochte      | 1 min 54 s 10  | 2009  |
| 31 juillet 2011 | 1 500 m nage libre | f  | Sun Yang          | 14 min 34 s 14 | Grant Hackett    | 14 min 34 s 56 | 2001  |

* record battu pendant ces mêmes championnats

## Tableau des médailles
| Rang  | Nation         | Or | Argent | Bronze | Total |
| ----- | -------------- | -- | ------ | ------ | ----- |
| 1     | États-Unis     | 16 | 5      | 8      | 29    |
| 2     | Chine          | 5  | 2      | 7      | 14    |
| 3     | Brésil         | 3  | 0      | 0      | 3     |
| 4     | Australie      | 2  | 8      | 3      | 13    |
| 5     | France         | 2  | 3      | 5      | 10    |
| 6     | Italie         | 2  | 3      | 0      | 5     |
| 6     | Royaume-Uni    | 2  | 3      | 0      | 5     |
| 8     | Pays-Bas       | 2  | 1      | 3      | 6     |
| 9     | Danemark       | 2  | 1      | 0      | 3     |
| 10    | Russie         | 1  | 3      | 0      | 4     |
| 11    | Suède          | 1  | 1      | 0      | 2     |
| 12    | Hongrie        | 1  | 0      | 3      | 4     |
| 13    | Biélorussie    | 1  | 0      | 0      | 1     |
| 13    | Corée du Sud   | 1  | 0      | 0      | 1     |
| 13    | Norvège        | 1  | 0      | 0      | 1     |
| 16    | Japon          | 0  | 4      | 2      | 6     |
| 17    | Canada         | 0  | 3      | 1      | 4     |
| 18    | Pologne        | 0  | 1      | 0      | 1     |
| 19    | Allemagne      | 0  | 0      | 5      | 5     |
| 20    | Afrique du Sud | 0  | 0      | 3      | 3     |
| Total | Total          | 42 | 38     | 40     | 120   |

- Deux médailles d'or ont été décernées pour le 100 m dos hommes (et aucune en argent).
- Deux médailles d'or ont été décernées pour le 100 m nage libre femmes (et aucune en argent).